# Леки крайцери тип „Нагара“
Нагара (на японски: 長良型軽巡洋艦) са серия леки крайцери на Императорските ВМС на Япония. В началото са класифицирани като крайцери 2-ри ранг, фактически се използват като лидери на флотилиите разрушители.
Модификация на типа „Кума“ с 610 mm торпедни апарати. В периода 1920−1925 г. в Сасебо, Нагазаки, Урага и Кобе са построени шест кораба. Активно участват във Втората световна война, в хода на която са потопени в пълен състав.

## Представители на проекта
| Име              | Построен в                                 | Заложен             | Спуснат на вода     | Въведен в експлоатация | Съдба |
| ---------------- | ------------------------------------------ | ------------------- | ------------------- | ---------------------- | --- |
| Нагара (長良)    | Морски арсенал, Сасебо                     | 9 септември 1920 г. | 25 април 1921 г.    | 21 април 1922 г.       | Торпилиран от американската подводница „Крокер“ (USS Croaker (SS-246)) на прехода от Кагошима за Сасебо на 7 август 1944 г. |
| Исудзу (五十鈴)  | Корабостроителница на „Урага“, Урага       | 10 август 1920 г.   | 29 октомври 1921 г. | 15 август 1923 г.      | Торпилиран от американски подводници при остров Сумбава на 7 април 1945 г.                                                  |
| Натори (名取)    | Корабостроителница на „Мицубиши“, Нагазаки | 14 декември 1920 г. | 16 февруари 1922 г. | 15 септември 1922 г.   | Торпилиран от американската подводница „Хардхед“ на 19 август 1944 г.                                                       |
| Юра (由良)       | Морски арсенал, Сасебо                     | 21 май 1921 г.      | 15 февруари 1922 г. | 20 март 1923 г.        | Потопен от американската палубна авиация при Соломоновите острови на 25 октомври 1942 г.                                    |
| Абукума (阿武隈) | Корабостроителница на „Урага“, Урага       | 8 декември 1921 г.  | 16 март 1923 г.     | 26 май 1925 г.         | Потопен в сражението в пролива Суригао на 26 октомври 1944 г.                                                               |
| Кину (鬼怒)      | Корабостроителница на „Кавасаки“, Кобе     | 17 януари 1921 г.   | 29 май 1922 г.      | 10 ноември 1922 г.     | Потопен от американската палубна авиация в море Висаян на 26 октомври 1944 г.                                               |